# 維基解密黨
維基解密黨（英語：WikiLeaks Party）是2013年成立的澳洲政黨，創立目的是為維基解密創辦人朱利安·阿桑奇於2013年澳洲聯邦大選參選澳洲參議員，最終得票率為0.66%，未能勝選。

## 歷史

### 創辦新政黨
2012年3月，朱利安·阿桑奇宣布即將競選2013年澳洲參議員選舉，並在稍後宣布將成立一個新政黨。
為了組織成立新政黨，澳洲國內的行動人士John Shipton、Omar Todd等人一起加入協助，並於2013年4月正式取得500位繳費黨員資格，得以向澳洲選舉委員會登記。該黨也宣布將在三個省份派出候選人，包括朱利安·阿桑奇。

### 朱利安·阿桑奇
朱利安·阿桑奇為避免因為性侵官司引渡回瑞典後又因為政治因素而被引渡至美國受審洩漏機密文件案，2012年6月19日逃入厄瓜多駐英國大使館尋求政治庇護，而同年8月16日厄瓜多官方批准他的請求。阿桑奇若踏出厄瓜多大使館，則會立刻遭到英國警方逮捕，因此他等同於被困在大使館裡。他將在維多利亞省參選，若成功當選參議員，仍否返國將成為英、澳、厄三國的外交爭議；若到時阿桑奇仍不能回到澳洲就職，維基解密黨也準備好候補人選以代替阿桑奇職位。